# Dolutegravir
Dolutegravir (DTG), được bán dưới thương mại là Tivicay, là một loại thuốc kháng retrovirus. Chúng thuòng được sử dụng kết hợp cùng với các loại thuốc khác, để điều trị HIV/AIDS. Chúng cũng có thể được sử dụng, như là một phần của phương án "phòng tránh" sau khi bị phơi nhiễm, để ngăn ngừa nhiễm HIV nếu có nghi ngờ tiếp xúc với virus này. Chúng được đưa vào cơ thể qua đường miệng.
Tác dụng phụ thường gặp có thể kể đến như khó ngủ, cảm thấy mệt mỏi, tiêu chảy, đường huyết cao và nhức đầu. Tác dụng phụ nghiêm trọng có thể có như các phản ứng dị ứng và các vấn đề về gan. Vẫn chưa rõ ràng về mức độ an toàn nếu sử dụng trong khi mang thai hoặc cho con bú. Dolutegravir là một chất ức chế chuyển gen integrase HIV, chúng ngăn chặn hoạt động của integrase HIV và từ đó ngăn chặn sự nhân lên của virus.
Dolutegravir đã được chấp thuận cho sử dụng y tế tại Hoa Kỳ vào năm 2013. Nó nằm trong danh sách các thuốc thiết yếu của Tổ chức Y tế Thế giới, tức là nhóm các loại thuốc hiệu quả và an toàn nhất cần thiết trong một hệ thống y tế. Tính đến năm 2015, chi phí của thuốc ở Vương quốc Anh là £499 mỗi tháng. Abacavir/dolutegravir/lamivudine, dạng công thức phối hợp với abacavir và lamivudine cũng có sẵn để sử dụng.